# Campionato del mondo di calcio da tavolo 1998 - Categoria individuale open
Il Campionato del Mondo di Calcio da tavolo di Namur in Belgio.
Fasi di qualificazione ed eliminazione diretta della Categoria Open.
Per la classifica finale vedi Classifica.
Per le qualificazioni delle altre categorie:
- squadre Open
- individuale Under20
- squadre Under20
- individuale Under16
- squadre Under16
- individuale Veterans
- squadre Veterans
- individuale Femminile
- squadre Femminile

## Primo Turno

### Girone 1
- Gil Delogne  -  Raul Benita 2-1
- Erich Hinkelmann  -  Raul Benita 1-5
- Gil Delogne  -  Erich Hinkelmann 1-1

### Girone 2
- Vasco Guimaraes  -  Manfred Pawlica 4-2
- Vasco Guimaraes  -  Giancarlo Giulianini 2-1
- Giancarlo Giulianini  -  Manfred Pawlica 1-1

### Girone 3
- Paulo Sobral  -  David Baxter 1-0
- Paulo Sobral  -  Miguel Angel Heredia 7-0
- Miguel Angel Heredia  -  David Baxter 1-3

### Girone 4
- Greg Dand  -  Brian Daley 1-3
- Colin Lewis  -  Brian Daley 1-3
- Greg Dand  -  Colin Lewis 2-1

### Girone 5
- Felipe Maia  -  Patrick de Jong 3-0
- Felipe Maia  -  Dimitris Mavromitros 0-0
- Patrick de Jong  -  Dimitris Mavromitros 1-0

### Girone 6
- Christophe Fuseau  -  Philippe Rouffosse 3-1
- Lars Hoffmann  -  Olaf Gottke 1-5
- Christophe Fuseau  -  Olaf Gottke 5-2
- Lars Hoffmann  -  Philippe Rouffosse 0-3
- Christophe Fuseau  -  Lars Hoffmann 4-0
- Olaf Gottke  -  Philippe Rouffosse 0-1

### Girone 7
- Darren Clarke  -  Andreas Christensen 2-1
- Jesper Nielsen  -  Kostas Kechris 0-4
- Darren Clarke  -  Kostas Kechris 0-4
- Jesper Nielsen  -  Andreas Christensen 4-2
- Darren Clarke  -  Jesper Nielsen 7-1
- Kostas Kechris  -  Andreas Christensen 2-0

### Girone 8
- Fayçal Rouis  -  Gregg Deinhart 4-0
- Stefano De Francesco  -  Phillip van Kommer 5-1
- Fayçal Rouis  -  Phillip van Kommer 4-2
- Stefano De Francesco  -  Gregg Deinhart 7-0
- Stefano De Francesco  -  Fayçal Rouis 1-0
- Phillip van Kommer  -  Gregg Deinhart 1-0

## Ottavi di Finale
- Gil Delogne  -  Darren Clarke 2-0
- Vasco Guimaraes  -  Stefano De Francesco 2-0
- Felipe Maia  -  David Baxter 3-0
- Philippe Roufosse  -  Brian Daley 2-1 d.t.s.
- Paulo Sobral  -  Patrick De Jong 2-1
- Greg Dand  -  Christophe Fuseau 1-3
- Kostas Kechris  -  Raul Benita 1-0
- Fayçal Rouis  -  Giancarlo Giulianini 1-2 d.t.s.

## Quarti di Finale
- Gil Delogne  -  Vasco Guimaraes 1-0
- Felipe Maia  -  Philippe Roufosse 5-1
- Paulo Sobral  -  Christophe Fuseau 2-1
- Kostas Kechris  -  Giancarlo Giulianini 1-4

## Semifinali
- Gil Delogne  -  Felipe Maia 3-2
- Paulo Sobral  -  Giancarlo Giulianini 0-1

## Finale
- Gil Delogne  -  Giancarlo Giulianini 1*-1 d.c.p.